# Kelisia monoceros
Kelisia monoceros är en insektsart som beskrevs av Ribaut 1934. Kelisia monoceros ingår i släktet Kelisia och familjen sporrstritar. Enligt den finländska rödlistan är arten nära hotad i Finland. Arten är reproducerande i Sverige. Artens livsmiljö är åsmoskogar. Inga underarter finns listade i Catalogue of Life.